# Gert-Albert Lipke
Gert-Albert Lipke (* 1947 in Rautheim) ist ein deutscher Jurist und ehemaliger Richter am Bundesarbeitsgericht sowie Präsident des Landesarbeitsgerichts Niedersachsen.

## Leben und Wirken
Lipke trat nach Abschluss seiner juristischen Ausbildung 1978 in den höheren Justizdienst des Landes Nordrhein-Westfalen ein. 1980 erhielt er am Arbeitsgericht Duisburg seine erste Planstelle, wurde zugleich aber an das Ministerium für Arbeit, Gesundheit und Soziales des Landes Nordrhein-Westfalen abgeordnet, 1984 folgte eine Abordnung an das Bundesarbeitsgericht und direkt im Anschluss nach Ende dieser Abordnung 1986 eine weitere Abordnung an das Bundesverfassungsgericht. 1986 wurde er von der Georg-August-Universität Göttingen mit der arbeitsrechtlichen Schrift Anwesenheitsprämien bei Krankheit und Schwangerschaft zum Dr. iur. promoviert. Nach seiner Rückkehr 1987 nach Nordrhein-Westfalen wurde er zum Richter am Landessozialgericht Nordrhein-Westfalen ernannt, 1988 wechselte er als Vorsitzender Richter an das Landesarbeitsgericht Hamm. 1991 wurde Lipke zum Richter am Bundesarbeitsgericht. In dieser Stellung blieb er indes nur bis 1992, bis er zum Präsidenten des Landesarbeitsgerichts Niedersachsen ernannt wurde. Diese Stellung hatte er bis zu seiner Pensionierung 2014 inne. Sein Nachfolger wurde Wilhelm Mestwerdt. Daneben widmete Lipke sich der Lehre und unterrichtete an der TU Braunschweig, wo er 1998 zum Honorarprofessor ernannt wurde. Von 2007 bis 2014 war er zusätzlich Richter am Niedersächsischen Staatsgerichtshof.

## Veröffentlichungen (Auswahl)
- mit Norbert Vogt und Horst Steinmeyer: Sonderleistungen im Arbeitsverhältnis. Arbeitsrecht, Steuerrecht, Sozialversicherungsrecht, 2. Aufl. 1995, ISBN 3-472-14361-4
- Befristungen von Arbeitsverhältnissen im Wissenschaftsbetrieb der Hochschulen, Forschungseinrichtungen und in der ärztlichen Weiterbildung, 2003, ISBN 3-472-05185-X
- als Hrsg., mit Franz Josef Düwell: ArbGG, Arbeitsgerichtsgesetz Kommentar. Kommentar zum gesamten Arbeitsverfahrensrecht, 6. Aufl. 2024, ISBN 978-3-472-09751-8